# Шегера Григорій Омелянович
Шегера Григорій Омелянович народився 9 червня 1934 року у селі  Старий Олексинець Кременецького району Тернопільської області в сім'ї хліборобів. 

## Життєпис
У 1949р., закінчивши Староолексинецьку школу, вступив до Кременецького педучилища. 
З четвертого курсу призваний в армію. Службу проходив на Кубані. Там в Усть-Лобінському педучилищі Краснодарського краю екстерном склав екзамени за курс педагогічного училища. 
Повернувшись додому, вчителював у Староолексинецькій середній школі. 
У 1960 році одружився, має 2 дочки, 4 онуків і 2 правнучки.  
Ім’я Г.О.Шегери знаходимо у Тернопільському енциклопедичному словнику, Історії міст і сіл Тернопільщини. 
У 1964 році закінчив факультет журналістики Львівського державного університету імені І.Франка, а пізніше — історичний факультет Луцького педінституту. 
Майже 50 років працював учителем Староолексинецької школи. Часто друкує статті у періодичній пресі.  

## Творчий доробок:
- Збірка «Прощальних пісень» (2002р.) для церковного хору.
- Історико-краєзнавчий нарис «Старий Олексинець у коротких історичних нарисах, переказах і легендах» (2003р.)
- Роман « Червоні волошки» (2006р.).
- У 2009 році вийшла книжка «Пороги долі», у яку ввійшли роман «Нехрист» і повість «Рейд у пам’ять».
- У 2010 році видав нову книгу «На берегах Горині», у яку ввійшли повість «Надія» і ряд оповідань та новел.
- «Сяйво лицарського хреста» (2012р.).
- «Кара за пророка» (2013р.)
- «Два береги» (2015р.).

Часто твори Шегери Г.О. друкуються в літературно-мистецькому і громадсько-політичному часописі «Літературний Тернопіль». 

## Нагороди:
- За серію нарисів у «Вільному житті» 2006 року одержав першу премію редакції:
- «Відмінник народної освіти України»;
- Член Національної спілки журналістів України;
- З 2014р. –  член Національної спілки письменників України;
- За суспільну та благодійну діяльність нагороджений двома патріаршими Грамотами Київського Патріархату і Грамотою ЦВК.

Протягом 2016-2017р.р. працює над виданням збірки казок для дітей у видавництві «Богдан» та пробує себе у поезії.